# Кумашка
Кума́шка (чув. Кăмаша) — река в России, правый приток Суры. Протекает по Шумерлинскому району Чувашии.
Длина реки составляет 28 км, площадь водосборного бассейна — 124 км². Исток реки расположен у н.п. Малые Туваны. Устье находится в 1,5 км к северу от ст. Кумашка, в 156 км от устья реки Сура.
Бассейн реки лежит в пределах Чувашского плато Приволжской возвышенности, по рельефу представляет собой слабохолмистое плато, расчленённое оврагами. Территория характеризуется наличием широколиственных лесов с преобладанием дубрав (Присурский дубравный лесорастительный район). Река протекает по территории Кумашкинского государственного охотничьего заказника. Долина реки трапецеидальная, асимметричная. Русло корытообразное. В среднем течении ширина водотока составляет около 5 м, глубина — 0,2—0,5 м. Средняя скорость течения — 0,1—0,2 м/с. Грунт песчаный, местами с наилком. Водная растительность практически не развита.
На реке расположены н.п. Верхняя Кумашка и Нижняя Кумашка.

## Интересные факты
- На картах XVII—XVIII веков река подписана как Большая Кумашка или Верхняя Кумашка, а соседняя Кумажана соответственно Малая и Нижняя[4].